# Erdre
Cet article possède un paronyme, voir Endre.
 (mars 2009).
Si vous disposez d'ouvrages ou d'articles de référence ou si vous connaissez des sites web de qualité traitant du thème abordé ici, merci de compléter l'article en donnant les références utiles à sa vérifiabilité et en les liant à la section « Notes et références ».
L'Erdre est une rivière qui traverse les départements de Maine-et-Loire et de Loire-Atlantique. C'est un affluent en rive droite de la Loire.

## Hydronymie
La plus ancienne forme attestée du nom est Erda en 1072. 
Peut-être s'agit-il d'un hydronyme pré-celtique du type *ered au sens de « couler ».
Son nom en gallo est Erdr et se prononce [ɛrd(r)].
Le nom de la rivière est attesté en breton sous la forme Stêr Herz en 1936, an Erzh ou Erzh entre 1978 et 2014.

## Présentation générale
L'Erdre est une rivière du bassin de la Loire qui prend sa source à Erdre-en-Anjou, sur la commune déléguée de La Pouëze depuis l'étang du Clairet, à une vingtaine de kilomètres au nord-ouest d'Angers en Maine-et-Loire.
Après un parcours de 97,5 km, elle se jette dans la Loire à Nantes en Loire-Atlantique.
Les rives de l'Erdre sont bordées par de nombreuses grandes propriétés,  manoirs, folies, parcs et châteaux. François Ier considérait ce cours d'eau comme « la plus belle rivière de France ». 
Pendant la grande période de travaux des comblement des bras de la Loire à Nantes, au début du XXe siècle, le cours de l'Erdre a lui aussi subi des modifications. Ainsi, ses 500 derniers mètres ont été comblés et sont devenus l'un des axes principaux de Nantes, le cours des 50-Otages. Son cours fut dévié et passe donc aujourd'hui par le tunnel Saint-Félix dans l'axe du cours Saint-Pierre-et-Saint-André, ainsi que la place Duchesse-Anne, avant de se jeter dans la Loire par l'intermédiaire du canal Saint-Félix appelé depuis son aménagement : "Port de l'Erdre", avec pontons flottants, anneaux d'amarrages, parking, etc. (le nom est Peint sur le bâtiment des conteneurs à déchets)

## Parcours de l'Erdre
Départements traversés :
- Maine-et-Loire
- Loire-Atlantique

Communes traversées de sa source à son embouchure :
Dans le département de Maine-et-Loire
- Erdre-en-Anjou source : étang du Clairet, Le Louroux-Béconnais, La Cornuaille, Angrie, Candé

Dans le département de la Loire-Atlantique
- Freigné, Saint-Mars-la-Jaille, Bonnœuvre, Riaillé, Trans-sur-Erdre, Joué-sur-Erdre, Nort-sur-Erdre, Casson, Petit-Mars, Saint-Mars-du-Désert, Sucé-sur-Erdre, Carquefou, La Chapelle-sur-Erdre, Nantes confluence avec La Loire.

Le parcours de l'Erdre se divise en trois principales parties :
- Depuis sa source jusqu'à Candé, l'Erdre n'est qu'un petit ruisseau
- Après Candé, l'Erdre s'élargit sous la forme d'une petite rivière jusqu'à Nort-sur-Erdre : c'est la « Haute Vallée de l'Erdre ».
- Après Nort-sur-Erdre, l'Erdre s'élargit et devient navigable avec une profondeur moyenne de 3,00 m jusqu'à Nantes et sa confluence avec la Loire. Ce tronçon de la rivière est d'ailleurs empruntée par le tracé du canal de Nantes à Brest. Dans cette partie, l'Erdre traverse les marais de la plaine de Mazerolles entre Saint-Mars-du-Désert et Sucé-sur-Erdre.

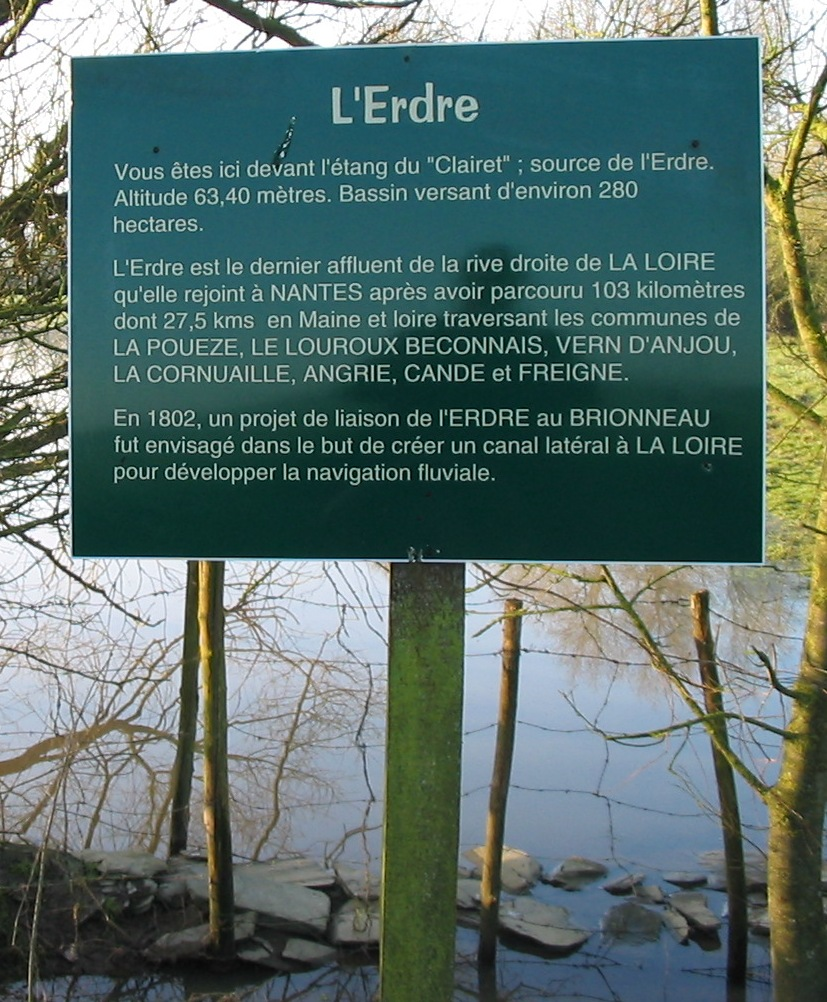
La source de l'Erdre, étang du Clairet à Erdre-en-Anjou, Maine-et-Loire.
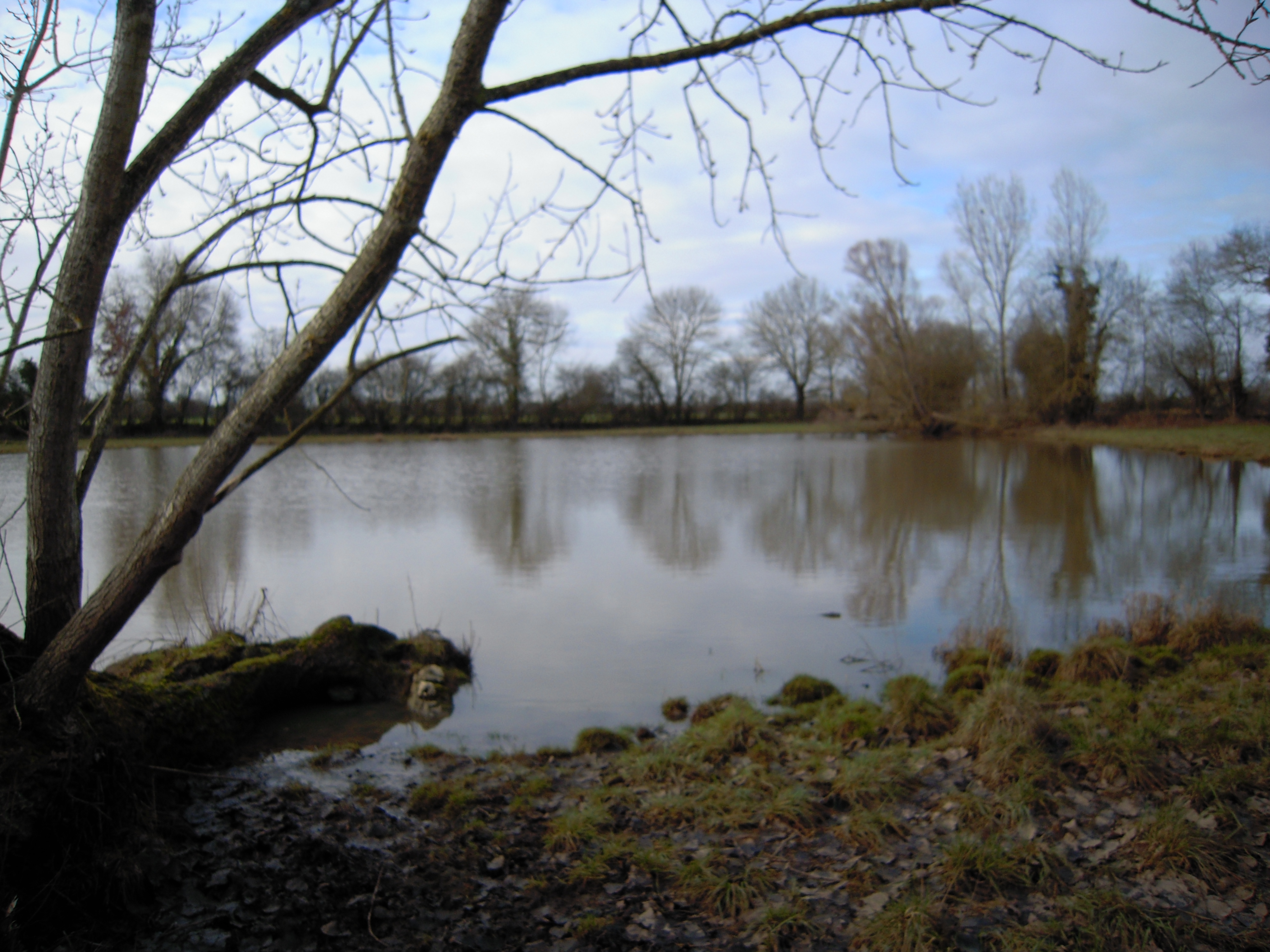
L'étang du Clairet à La Pouëze où l'Erdre prend sa source.
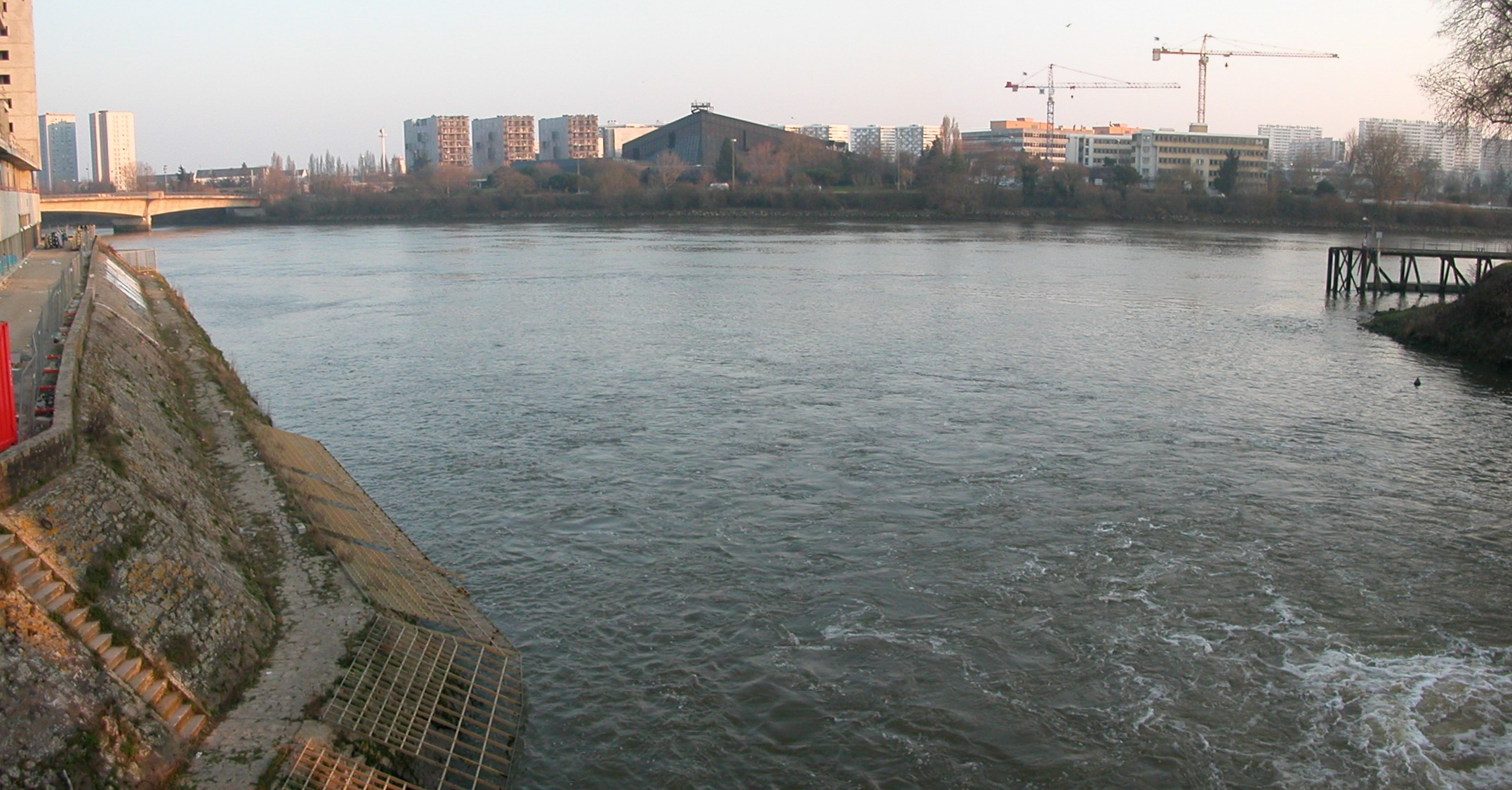
Confluent de l'Erdre et de la Loire à Nantes, par une chute juste après les vannes du barrage. Ile de Nantes en face, l'aval du fleuve à droite

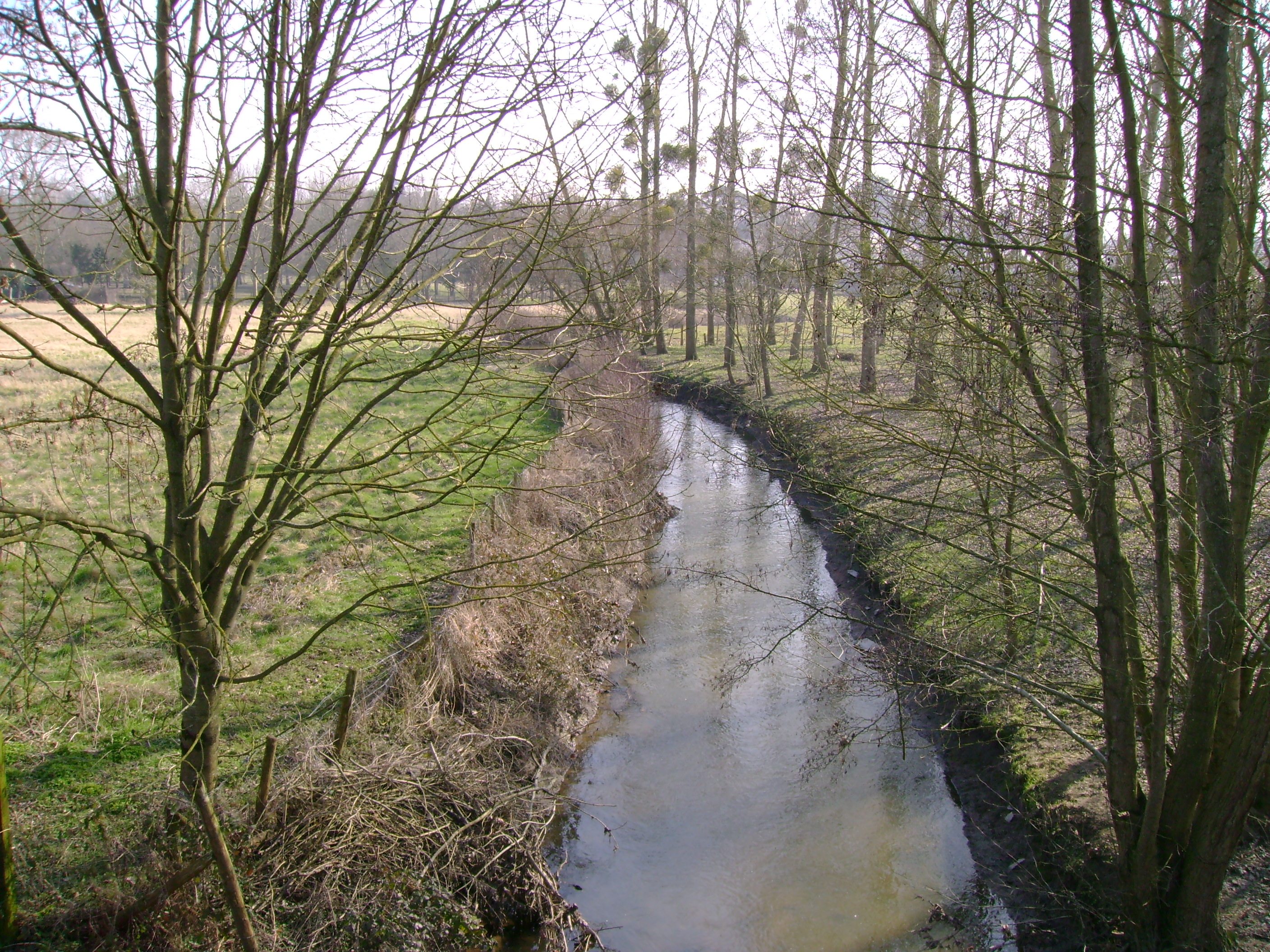
La vallée de l'Erdre, à Candé.
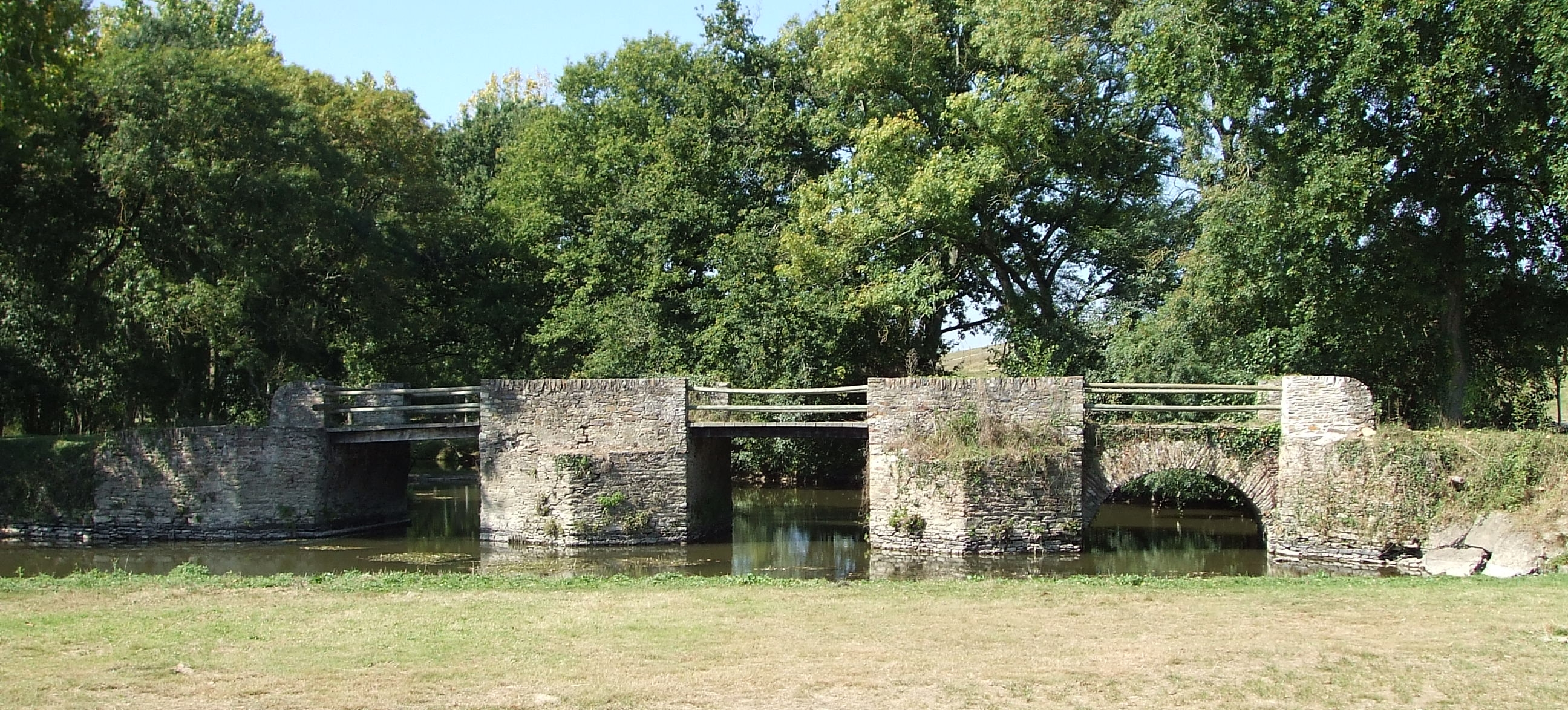
Le pont du Theil, à Trans-sur-Erdre.
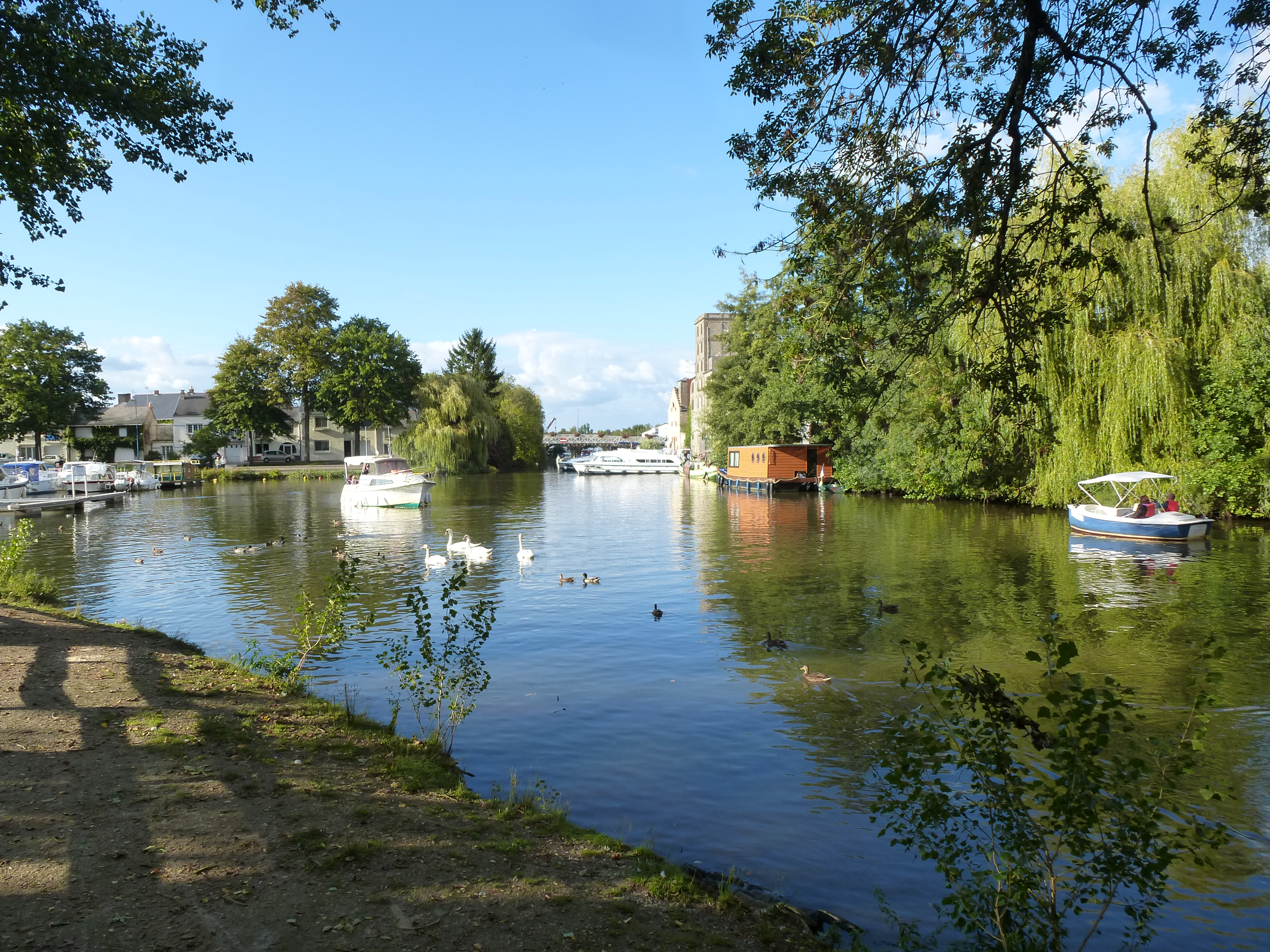
Le port de Nort-sur-Erdre.
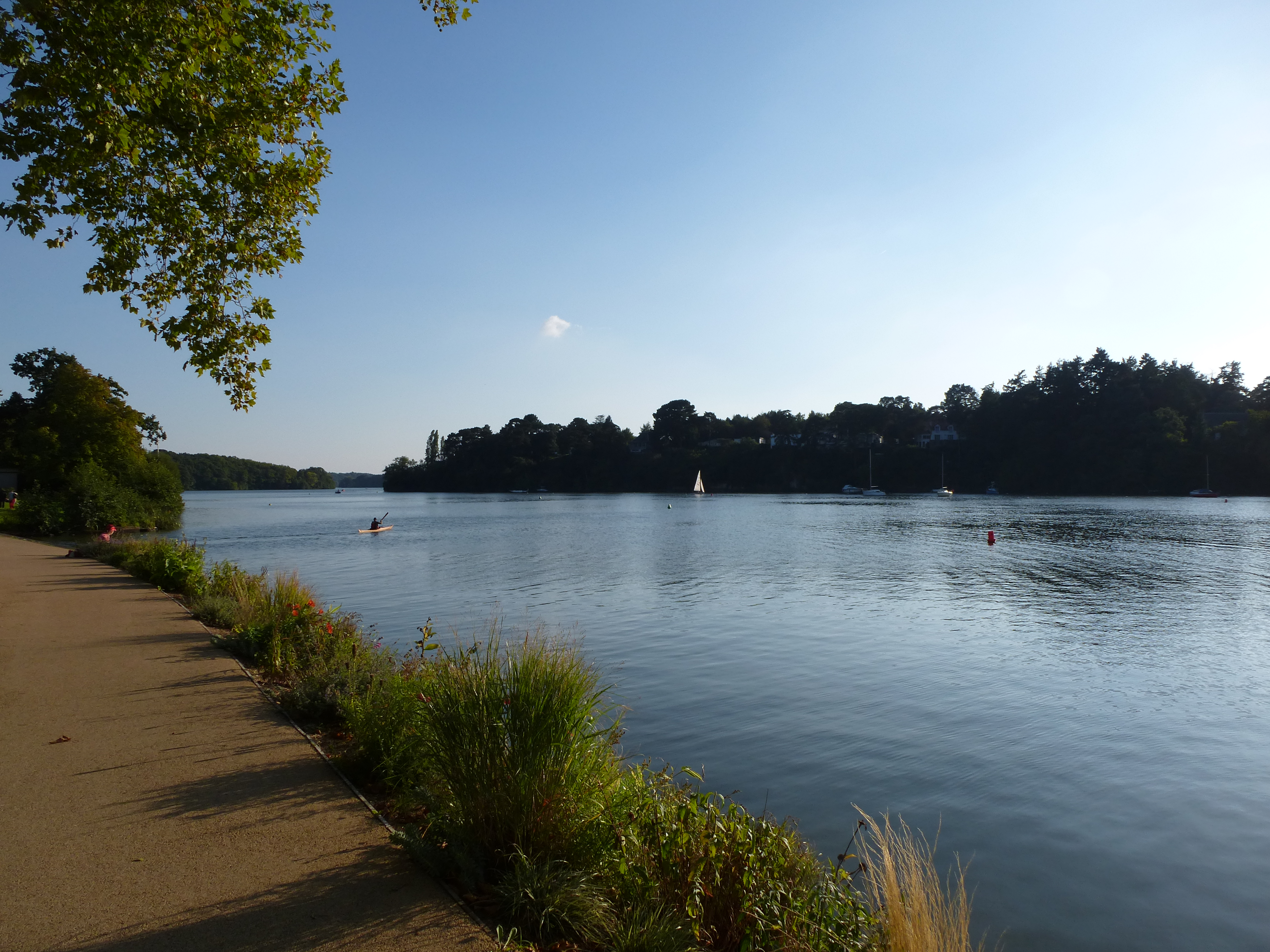
L'Erdre, à Sucé-sur-Erdre.
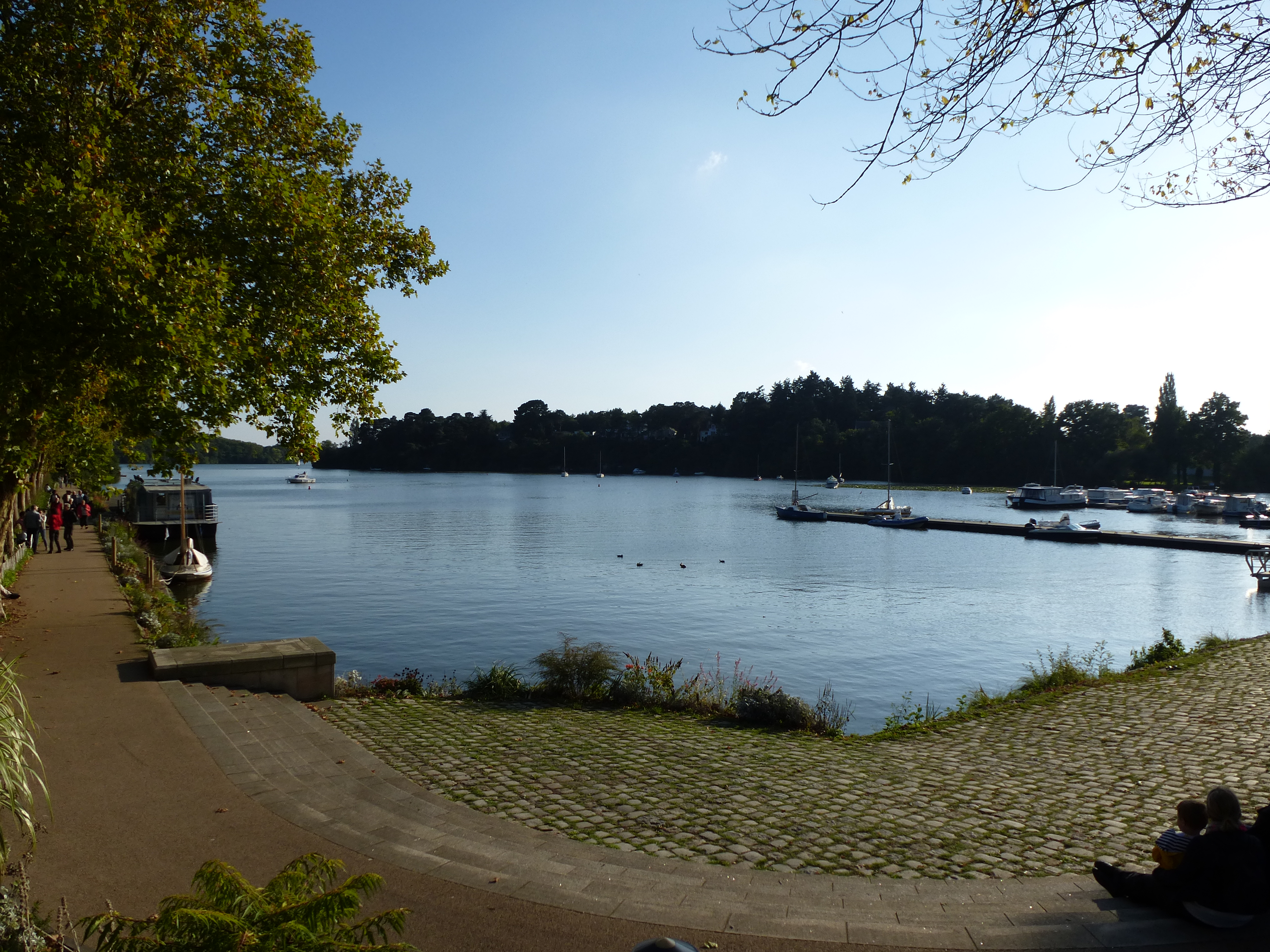
Le port de Sucé-sur-Erdre.
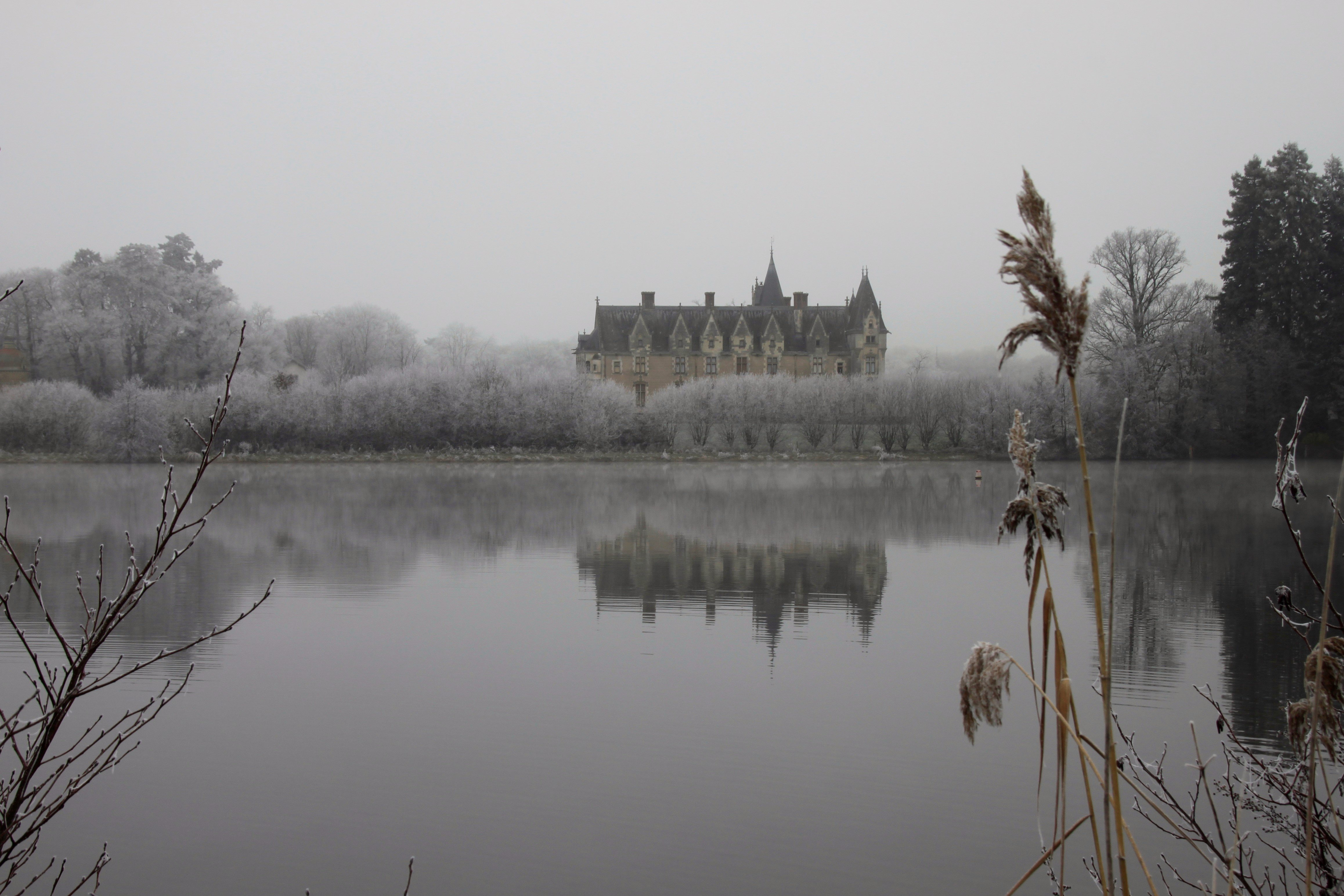
Le château de la Gascherie en hiver, au bord de l'Erdre, à La Chapelle-sur-Erdre.
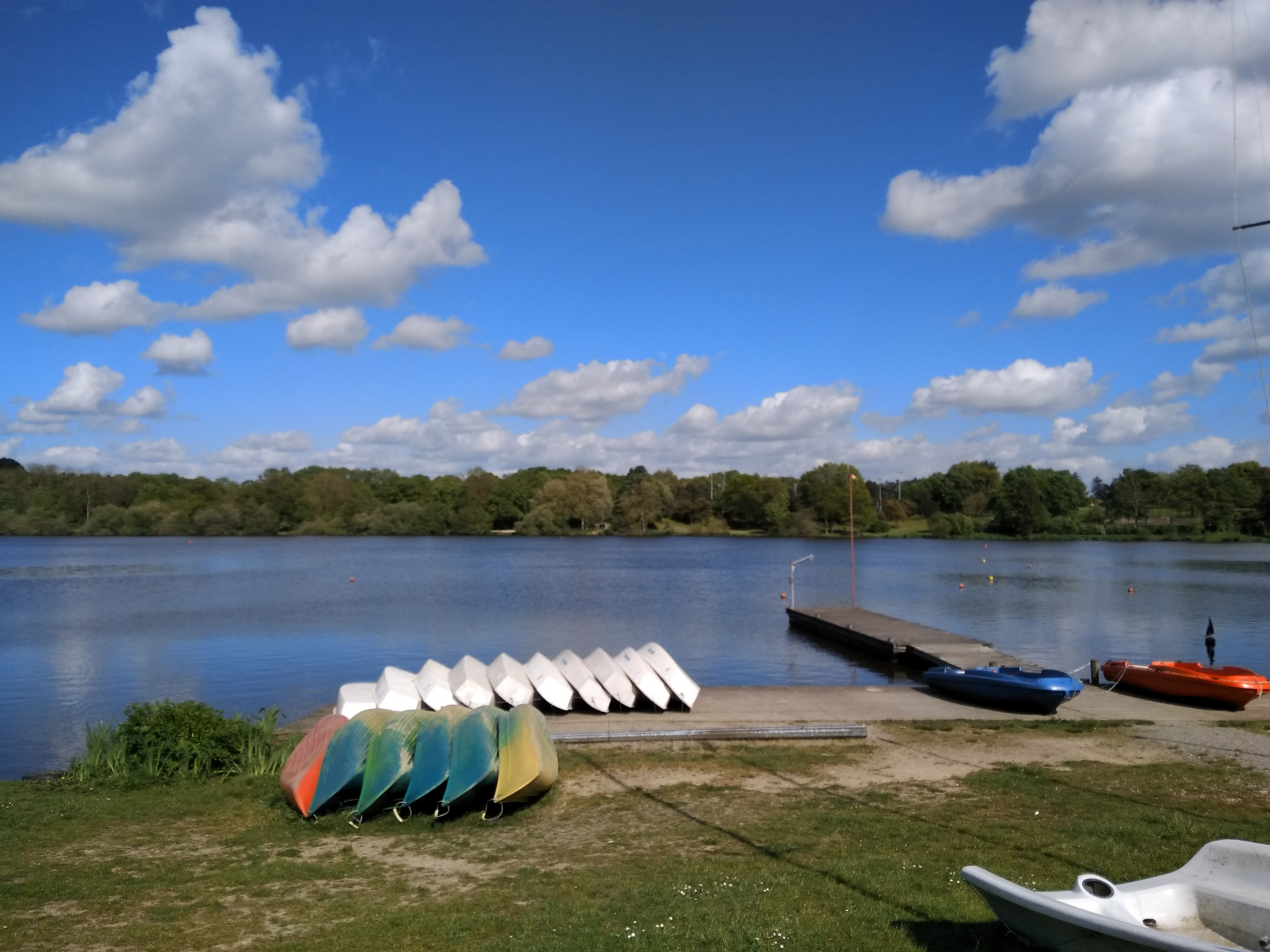
Port Barbe, à La Chapelle-sur-Erdre.
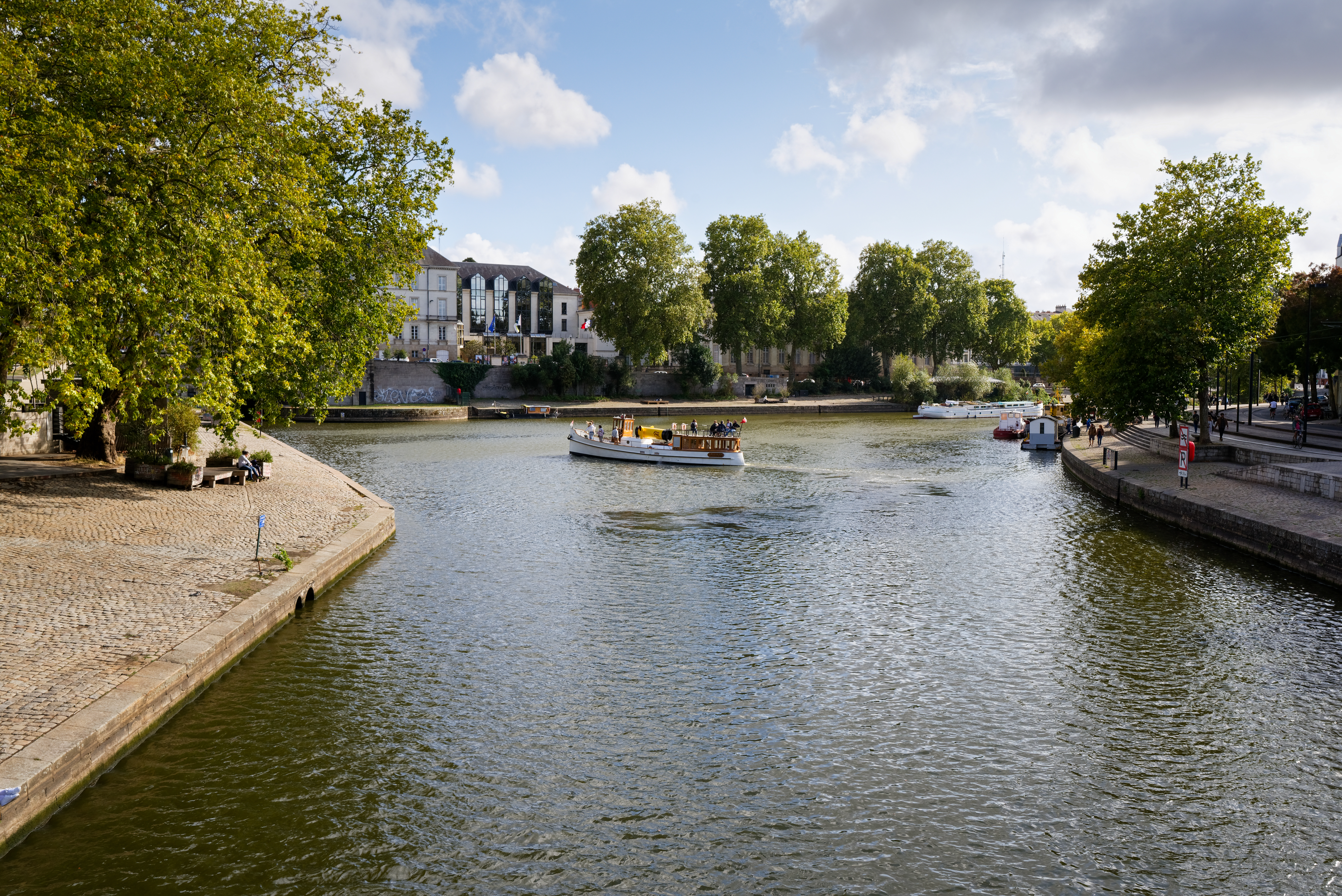
Bateaux du patrimoine sur l'Erdre, à Nantes.
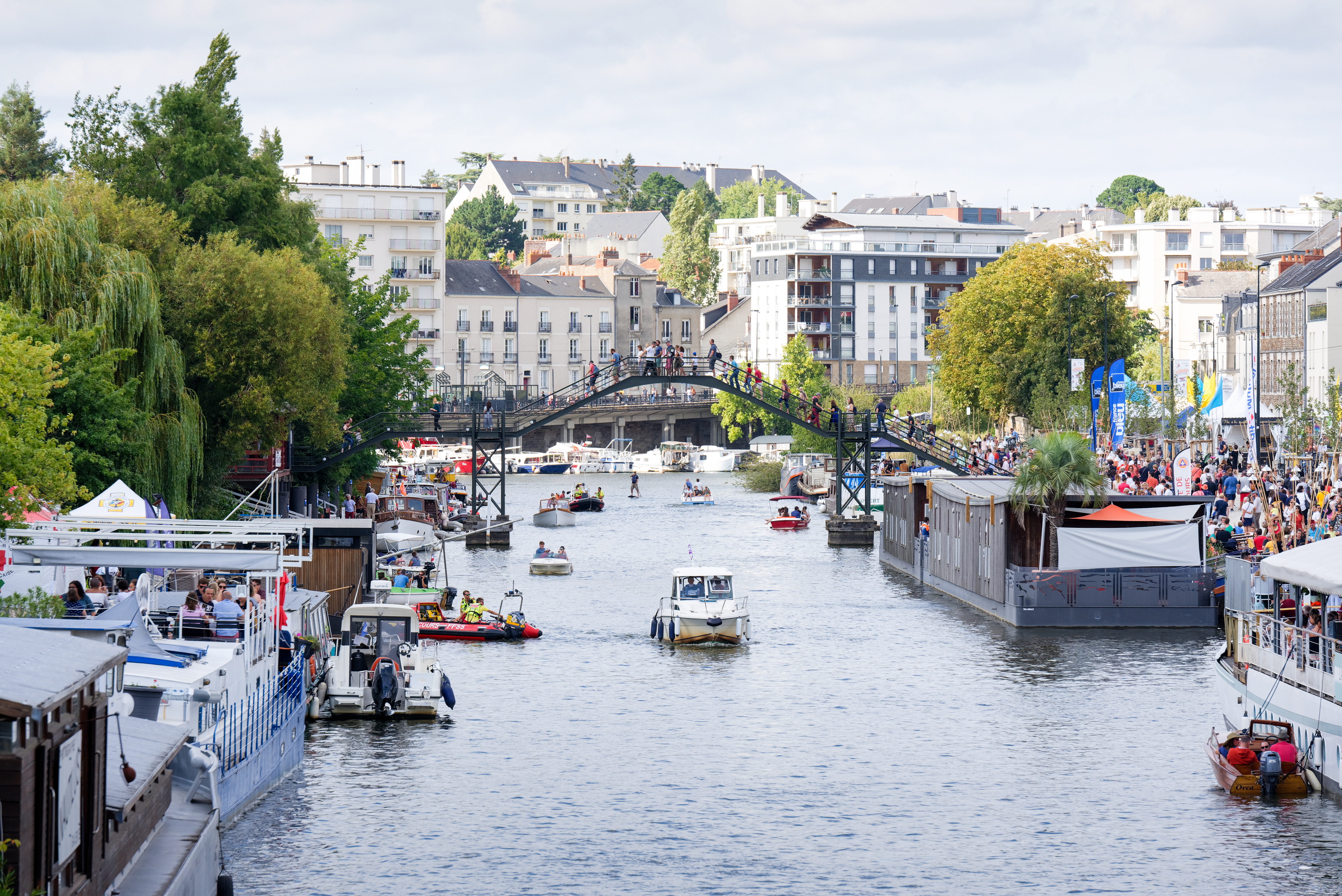
Les Rendez-vous de l'Erdre, à Nantes.
L'Erdre à Nantes, avec l'île de Versailles à droite et la cathédrale.
L'Erdre à Nantes, avec l'hôtel de préfecture, le monument aux 50-Otages et la tour Bretagne.
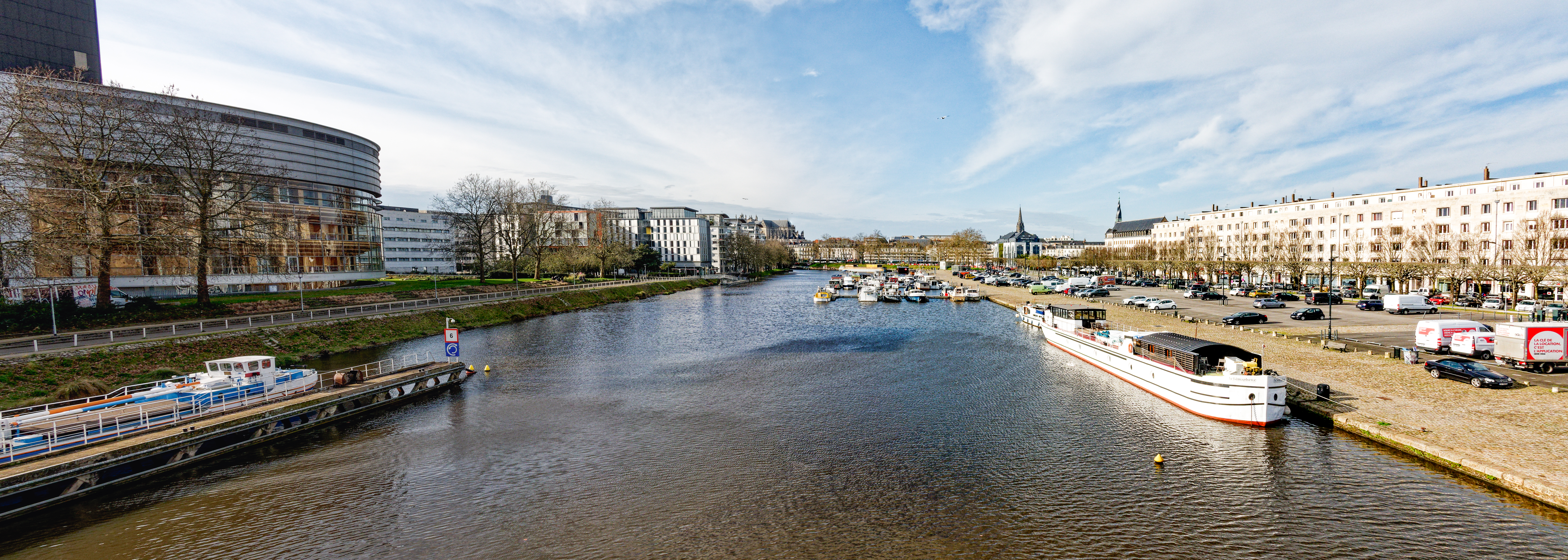
Le canal Saint-Félix, à Nantes. (Renommé Port de L'Erdre) - Vue du sud vers le nord.
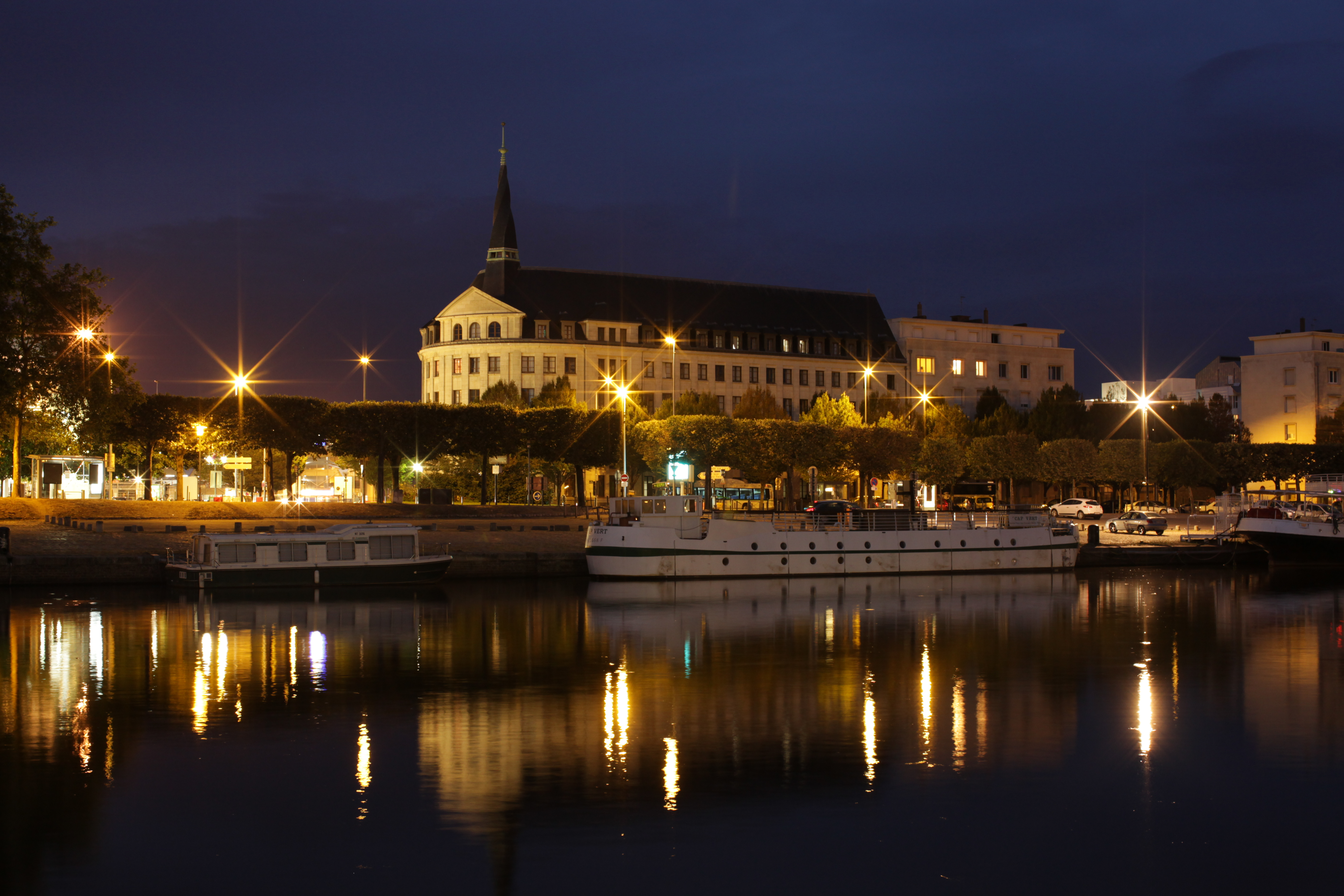
Le canal Saint-Félix au crépuscule à Nantes.

## Franchissements
Les contraintes de navigation sur l'Erdre sont d'Aval en Amont, (la hauteur correspond au tirant d'air pour la navigation) :
- Entrée Sud du tunnel fluvial depuis le canal Saint-Félix - 3,60 m en hiver, 3,80 m en été . Se renseigner au bureau de l'écluse par téléphone.
- Pont de Tbilissi (Idem niveaux du tunnel Saint-Félix)
- Pont Saint-Mihiel - 3,90 m
- Passerelle de la capitainerie - 6,80 m (au niveau de l'Île de Versailles)
- Pont Général-de-la-Motte-Rouge - 7,00 m
- Pont de la Tortière - 7,00 m
- Pont de la Jonelière - 10,31 m
- Pont de la Beaujoire
- Pont de l'Erdre - 10,42 m - permettant le franchissement de l'A821
- Pont de Sucé-sur-Erdre - 6,18 m
- Pont Saint-Georges de Nort-sur-Erdre

Avant le comblement des derniers 500 m du cours de la rivière donnant naissance à l'actuel cours des 50-Otages à Nantes, il existait cinq franchissements en aval du pont Saint-Mihiel jusqu'à sa confluence avec le bras de Loire qui fut lui aussi comblé, appelé le « bras de Bourse » :
- Pont Morand
- Pont de l'Hôtel-de-Ville
- Pont de l'Écluse
- Pont d'Orléans
- Pont d'Erdre (à ne pas confondre avec l'actuel "Pont de l'Erdre")

## Marais de l'Erdre
Le marais de l'Erdre est classé site Natura 2000.

## Affluents de l'Erdre
- Croissel (de)
- l'Hocmard
- Le Gesvres
- Le Cens

## Liste des propriétés bordant l'Erdre
- Château de Saint-Mars-la-Jaille (Saint-Mars-la-Jaille)
- Château de la Chauvelière (Joué-sur-Erdre)
- Manoir de La Guinaudière (Joué-sur-Erdre)
- Château de Lucinière (Joué-sur-Erdre)
- Manoir de l'Onglée (Nort-sur-Erdre)
- Château de Port-Mulon (Nort-sur-Erdre)
- Château du Pont-Hus (Petit-Mars)
- Château des Rochettes (Sucé-sur-Erdre)
- Château de la Baraudière (Sucé-sur-Erdre)
- Château de la Claverie (Sucé-sur-Erdre)
- Château de la Guillonnière (Sucé-sur-Erdre)
- Château de Jaille (Sucé-sur-Erdre)
- Manoir de la Châtaigneraie (Sucé-sur-Erdre)
- Château de Montretraict (Sucé-sur-Erdre)
- Château de la Turbalière (Sucé-sur-Erdre)
- Château des Enfas (Carquefou)
- Château de la Chambre (Carquefou)
- Château de Bel Air (Sucé-sur-Erdre)
- Château du Port-Hubert (Sucé-sur-Erdre)
- Château de la Couronnerie (Carquefou)
- Château de Nay (La Chapelle-sur-Erdre)
- Château de la Gandonnière (La Chapelle-sur-Erdre)
- Château de la Gascherie (La Chapelle-sur-Erdre)
- Le Gachet (Nantes)
- Villa de la Chantrerie (Nantes)
- Château de la Poterie (La Chapelle-sur-Erdre)
- Château du Meslier (La Chapelle-sur-Erdre)
- Château du Bignon (La Chapelle-sur-Erdre)
- Château du Fort (Nantes)
- Château du Bois Hue (Nantes)
- Château de La Desnerie (La Chapelle-sur-Erdre)
- Château de l'Eraudière (Nantes)
- Château du Tertre (Nantes)
- Manoir de la Morrhonnière (Nantes)
- Château de la Houssinière (Nantes)
- Château du Halleray (Nantes)
- Château de la Trémissinière (Nantes)
- Pavillon Tourneron (Nantes)

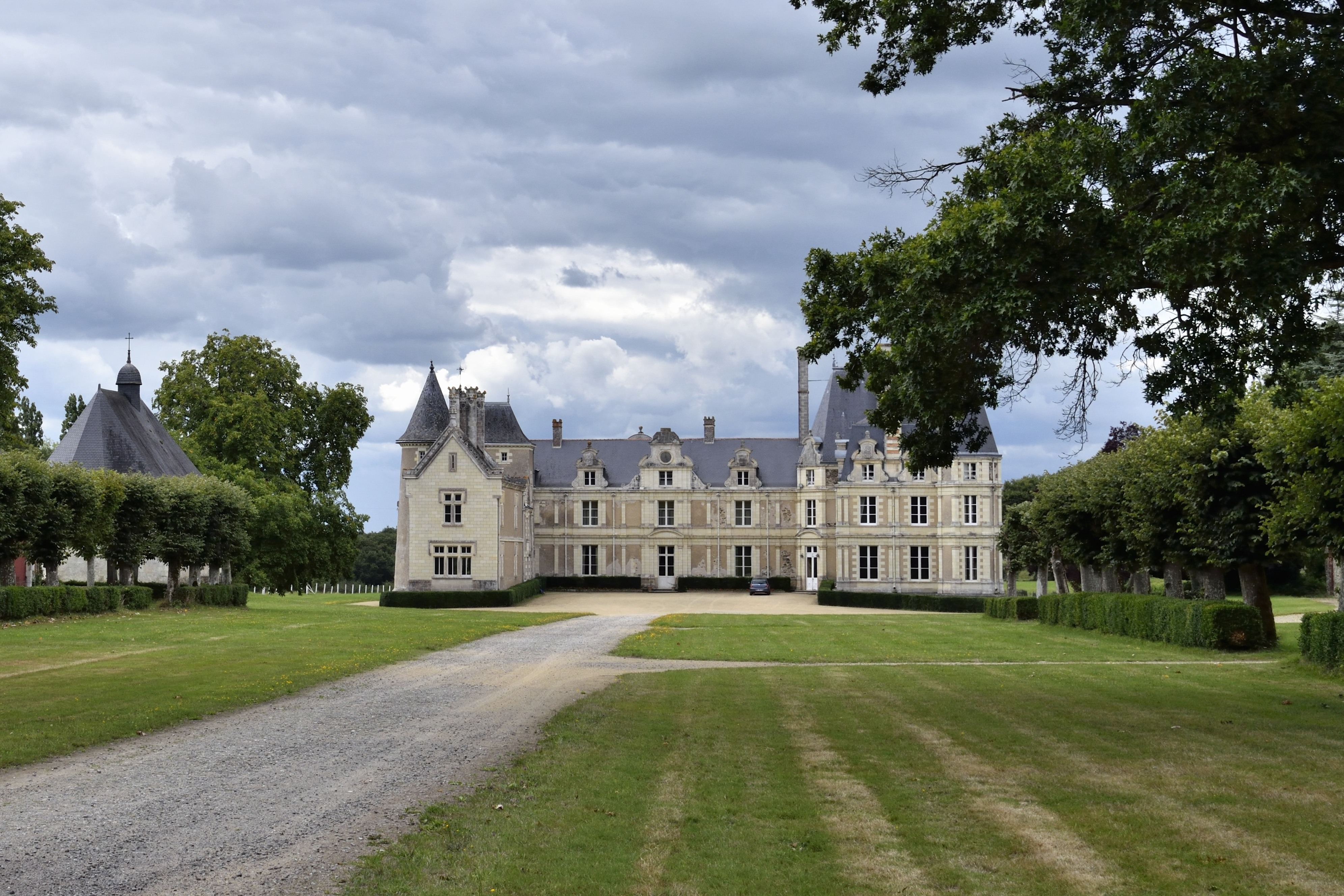
Château de Lucinière (Joué-sur-Erdre)
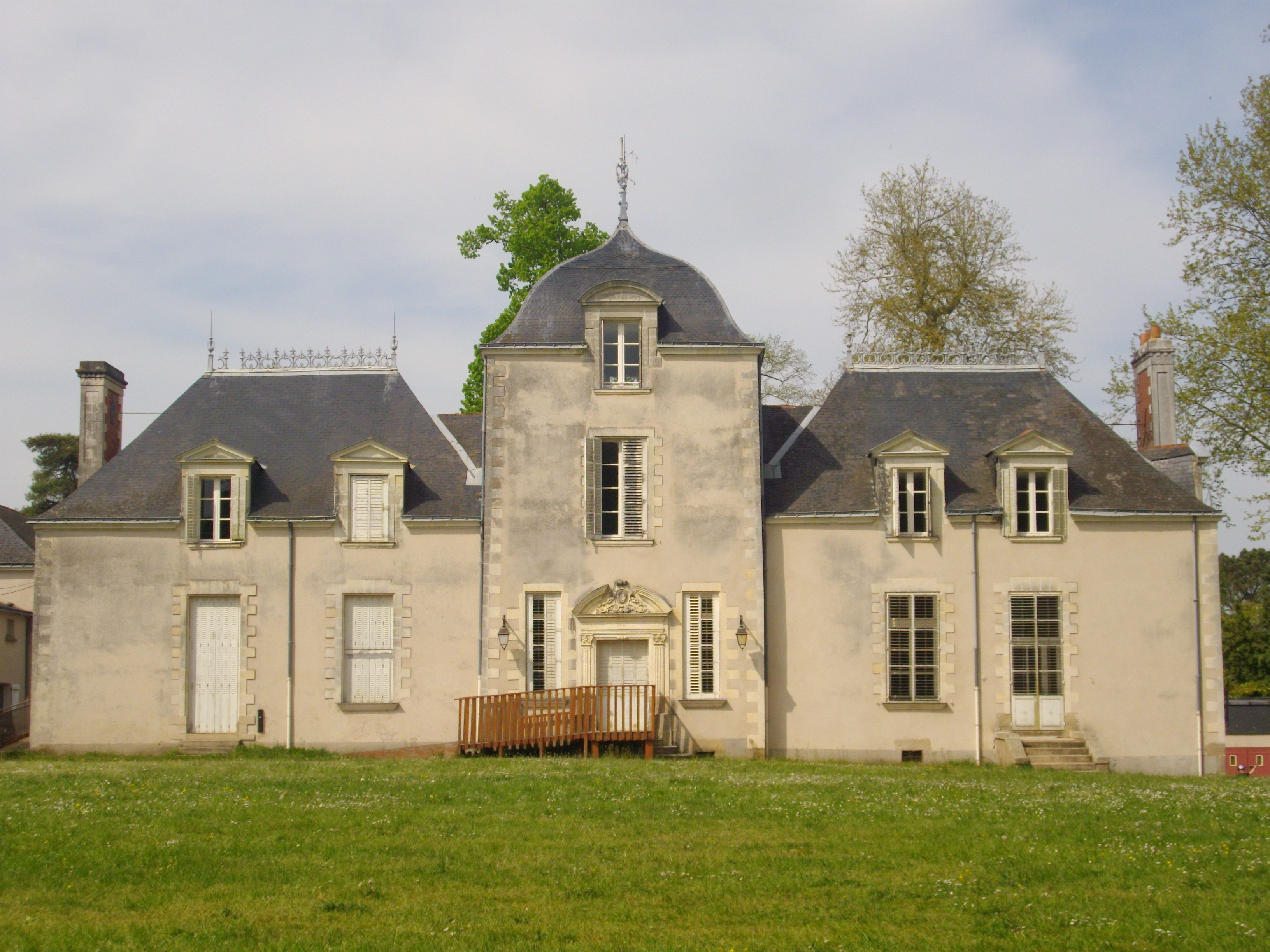
Château de Port-Mulon (Nort-sur-Erdre)
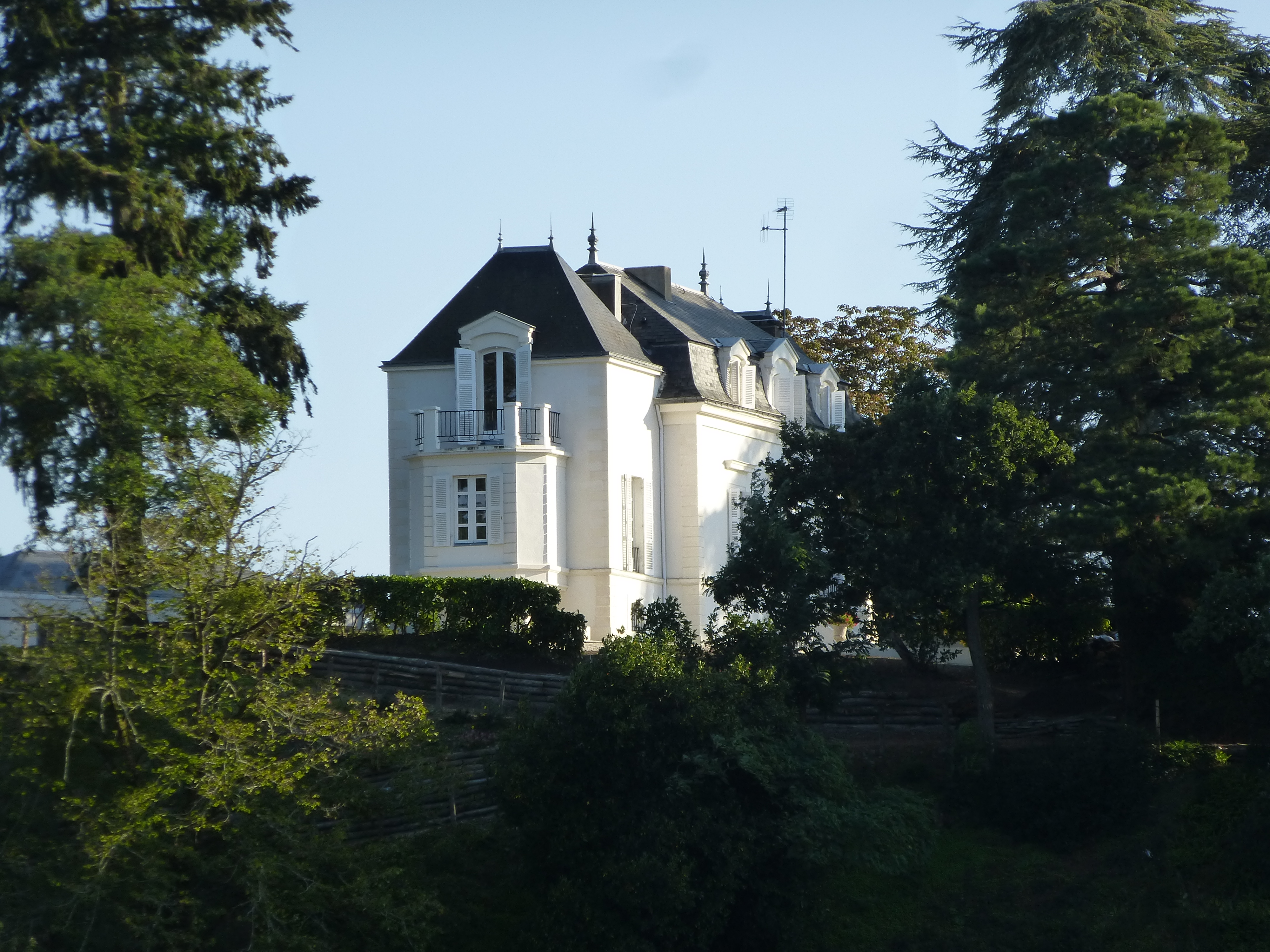
Château de Montretraict (Sucé-sur-Erdre)
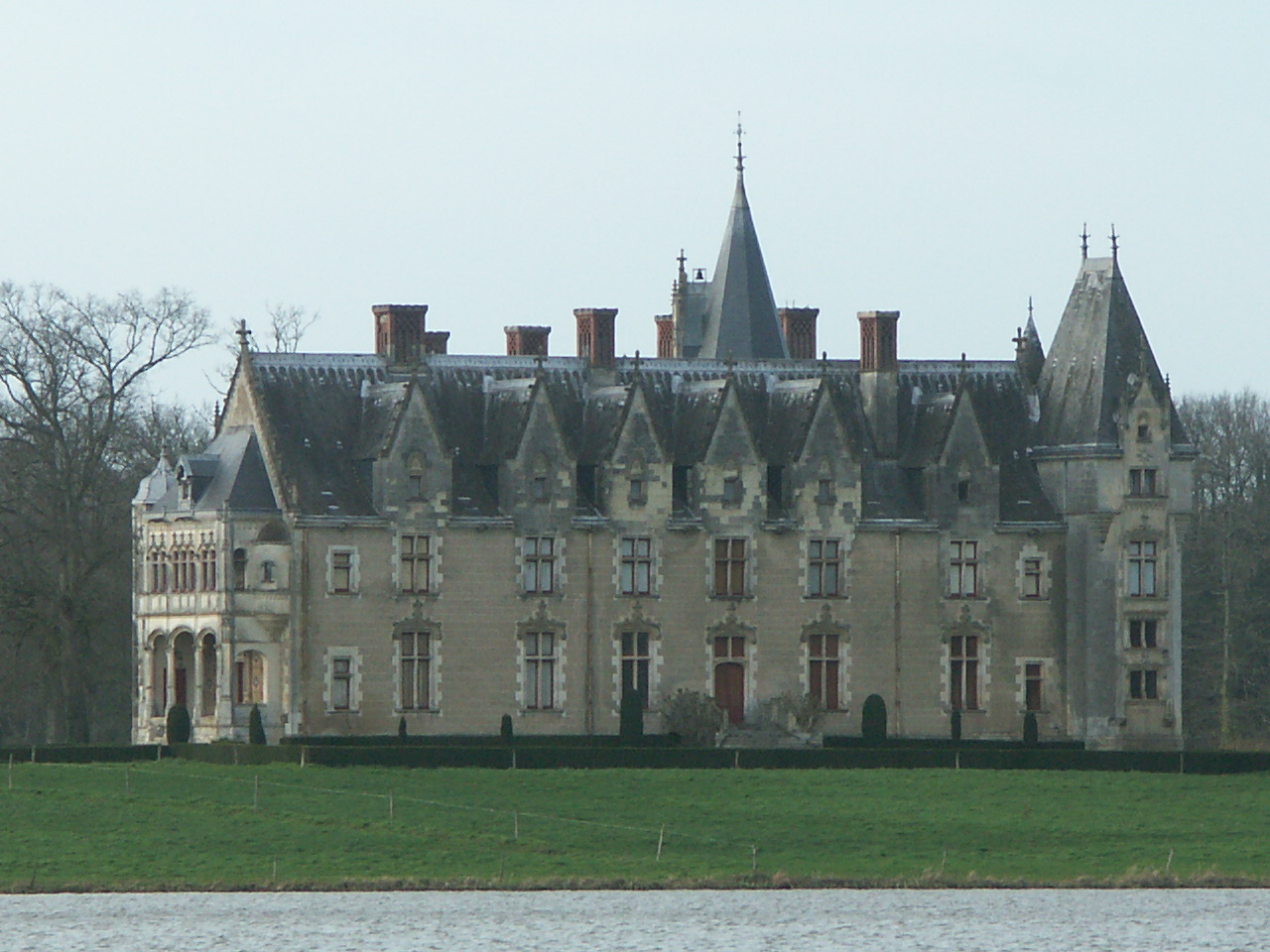
Château de la Gascherie (La Chapelle-sur-Erdre)
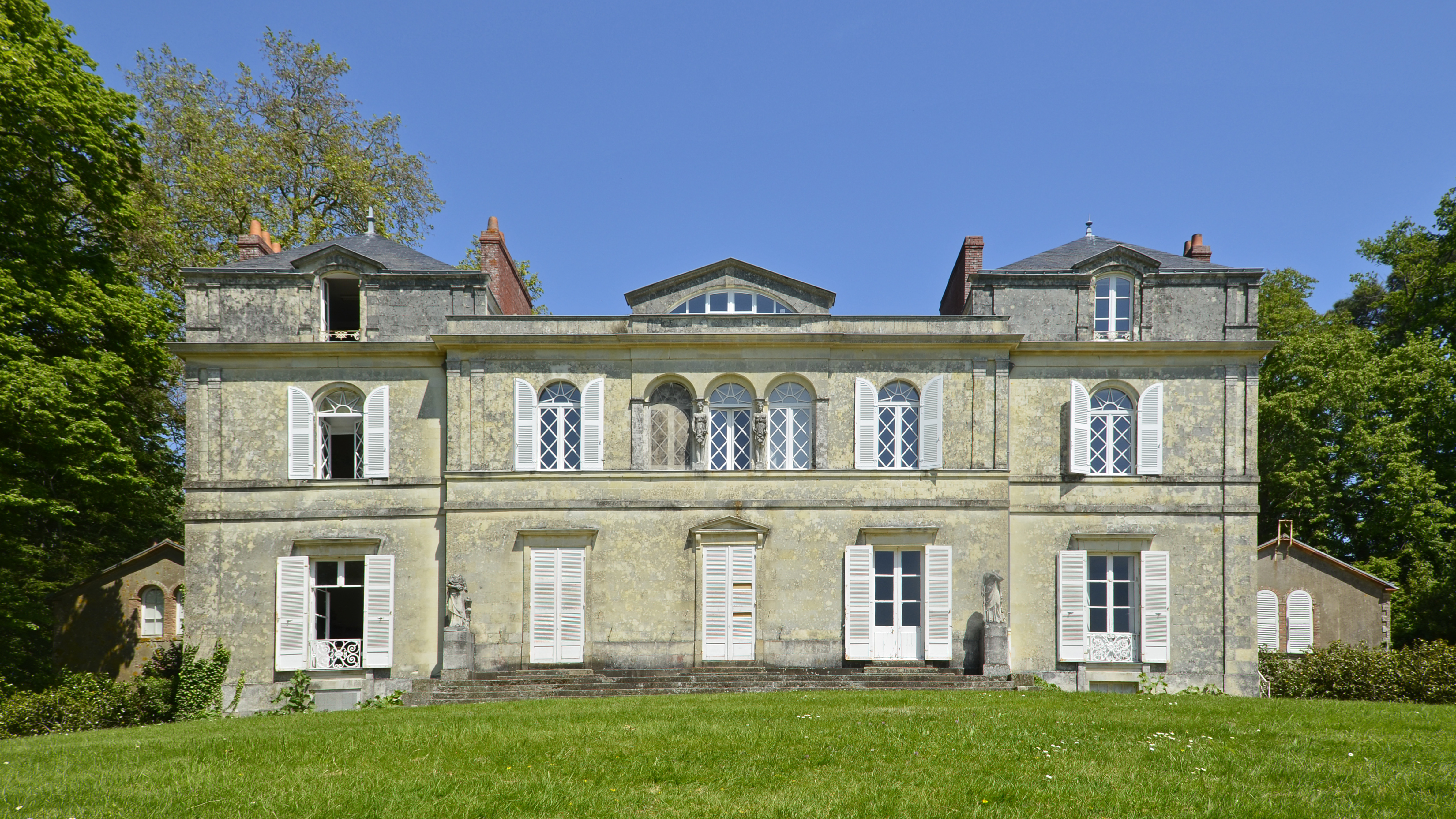
Villa de la Chanterie (Nantes)
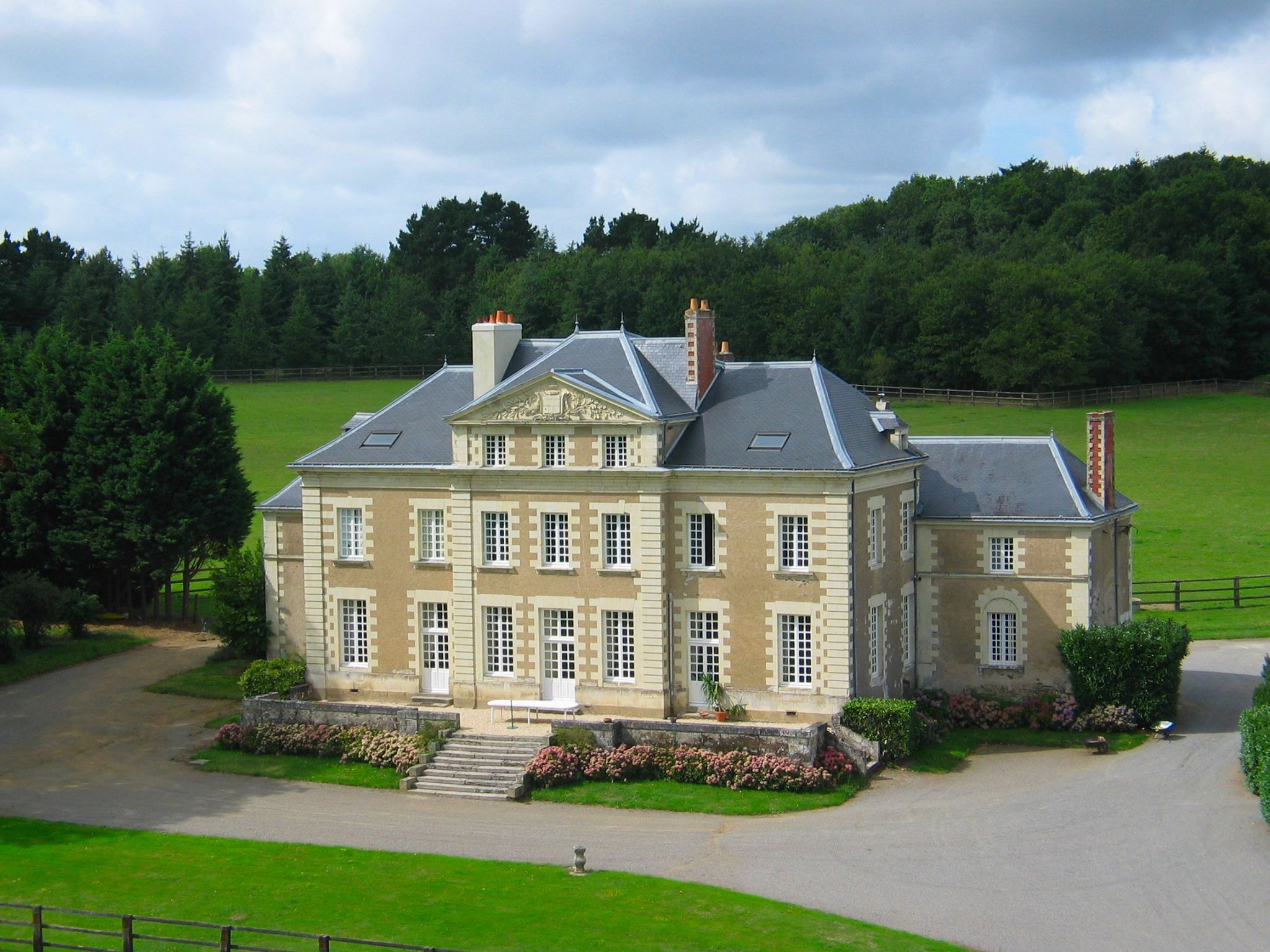
Château de la Poterie (La Chapelle-sur-Erdre)
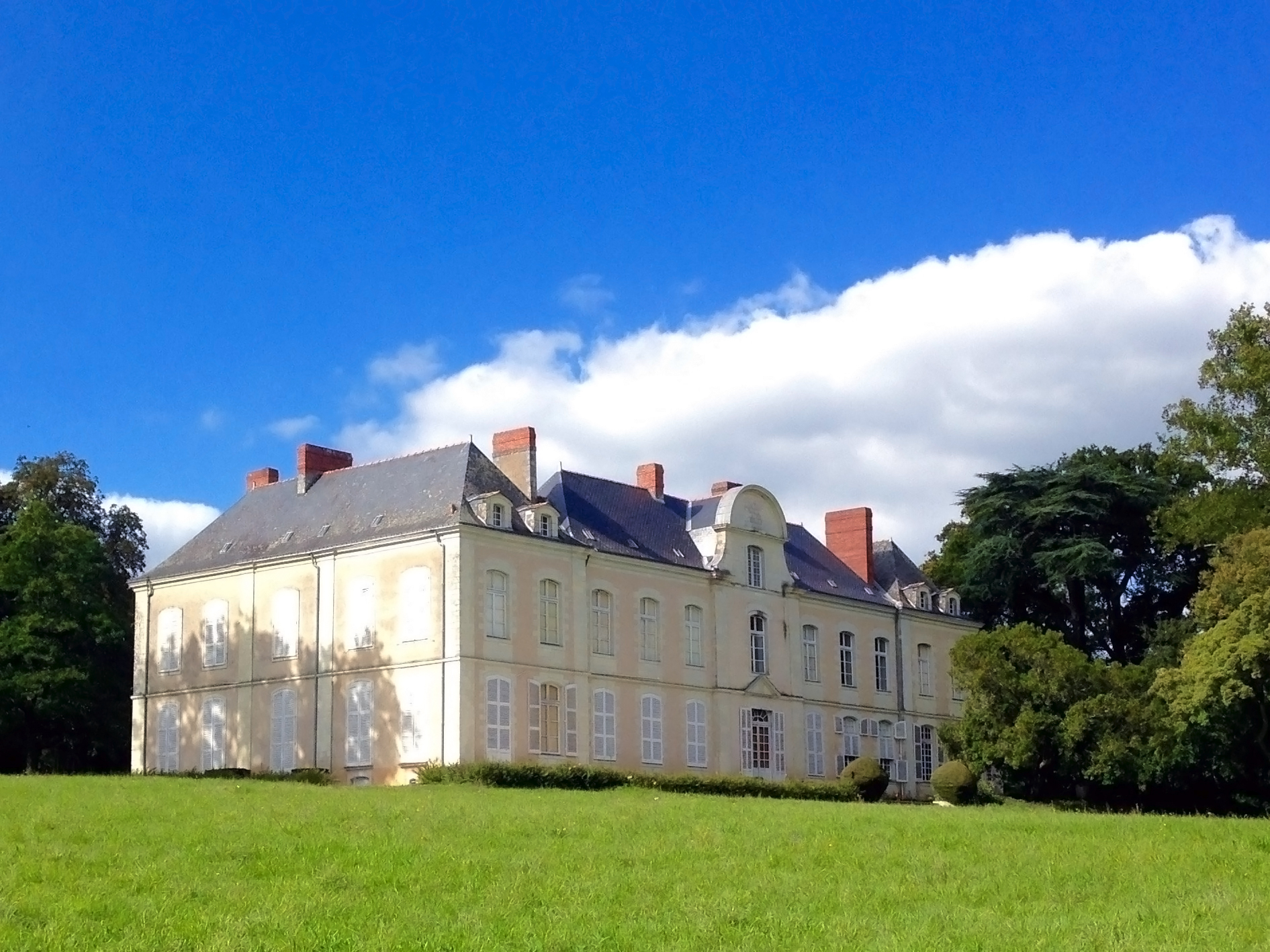
Château de La Desnerie (La Chapelle-sur-Erdre)
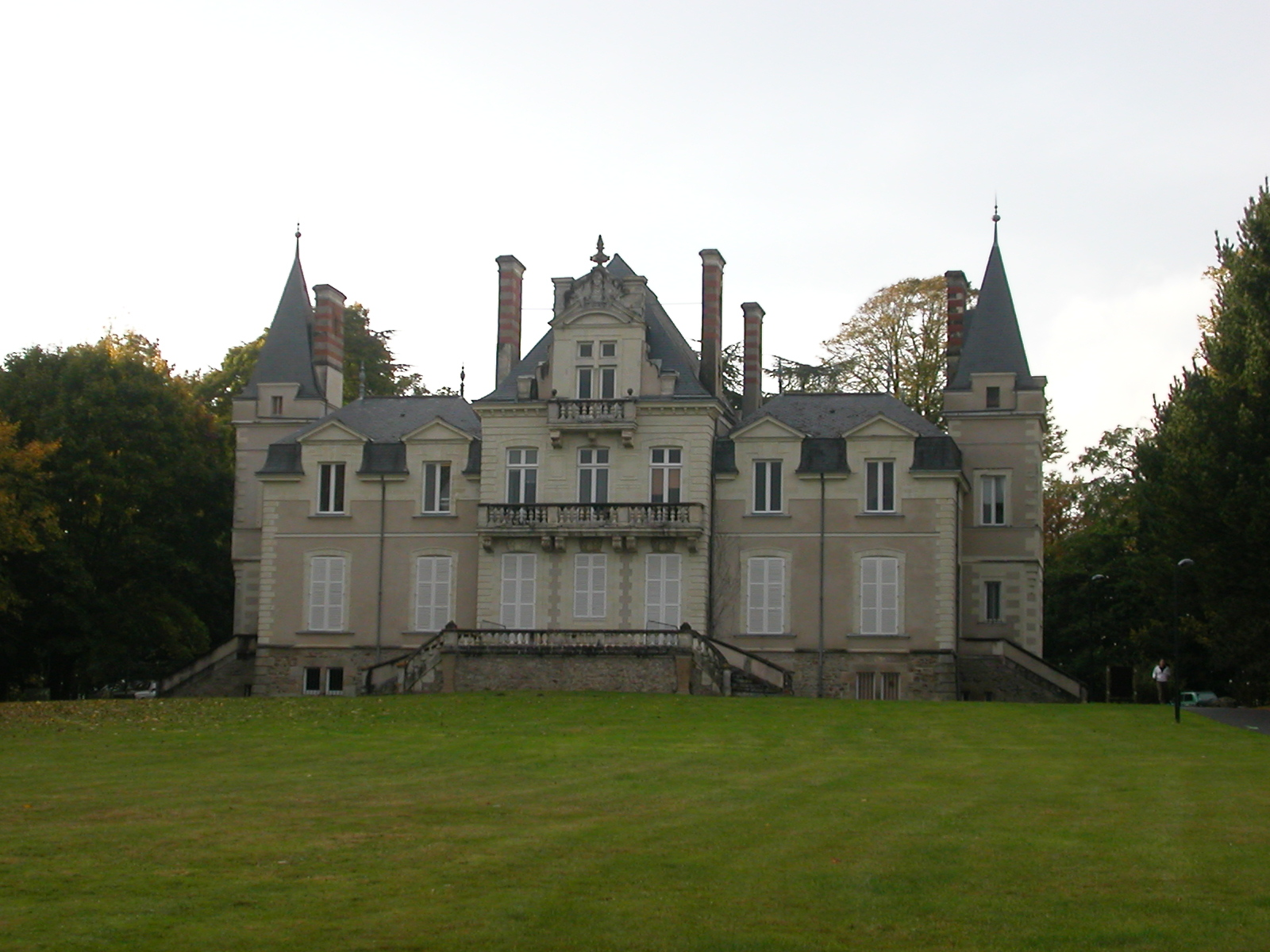
Château du Tertre (Nantes)
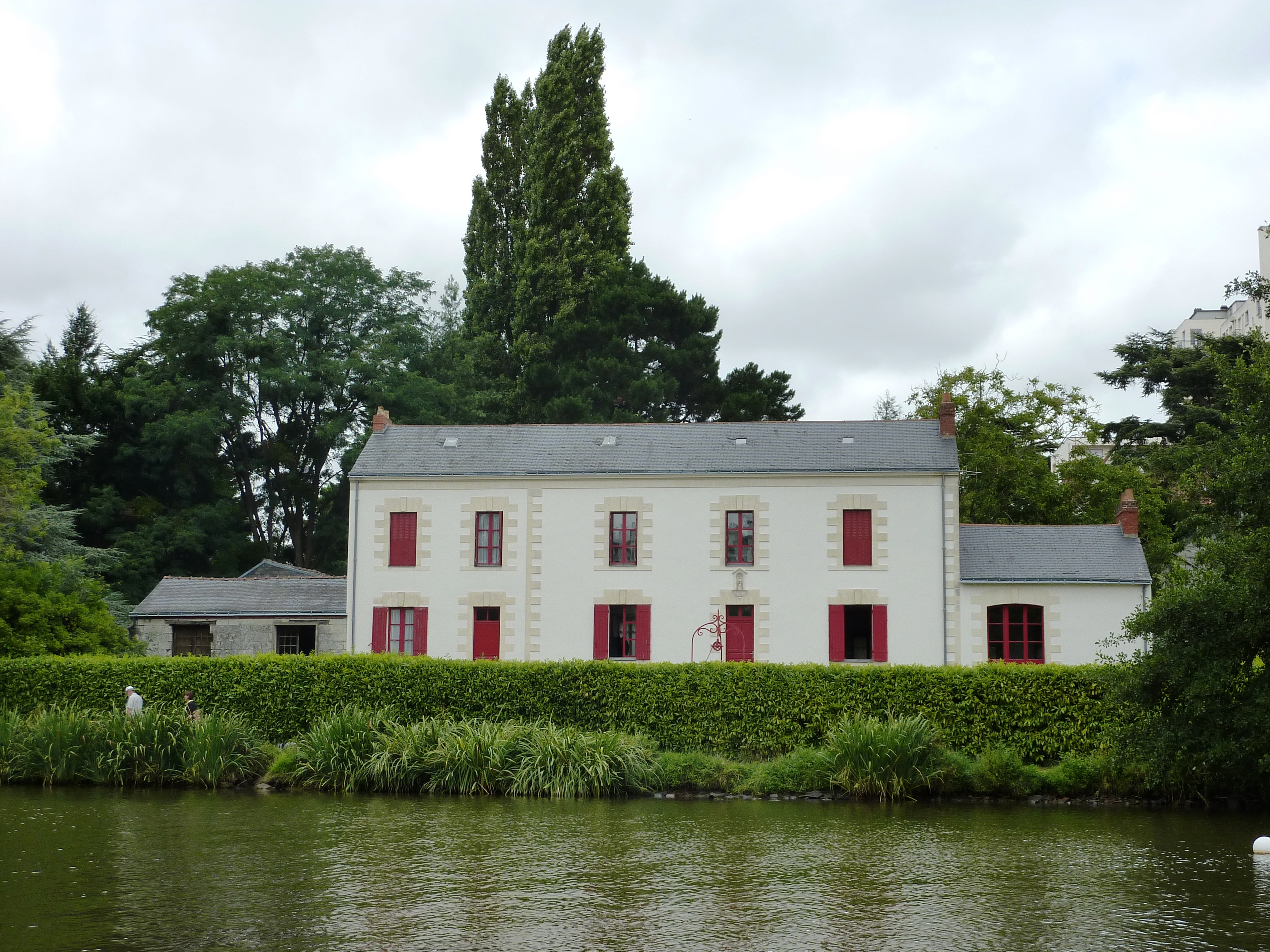
La Trémissinière (Nantes)